# テレビ東京金曜夜9時枠時代劇
テレビ東京金曜夜9時枠時代劇（てれびとうきょうきんようよるくじわくじだいげき）は、テレビ東京系列にて1988年10月から1995年3月まで毎週金曜夜9時に放送していた時代劇の総称である。

## 概要
- 枠のスタートは1988年開始の『隠密・奥の細道』。若者向け作品の多いTBS金曜9時枠の連続ドラマと視聴者層を二分させ、『月影兵庫あばれ旅』『付き馬屋おえん事件帳』『あばれ八州御用旅』『喧嘩屋右近』などのヒット作を生み出したほか、『大江戸捜査網』の平成版シリーズも放送していた。
- 後期になると、新作と再放送作品を交互に放送するスタイルへと変わっていく。1995年3月、時代劇枠を月曜夜9時台へと移す形で終了した。次番組『タモリの音楽は世界だ!』（第2シリーズ）からはバラエティ番組枠に変わり、現在は『所さんの学校では教えてくれないそこんトコロ!』が放送されている。
- また、1990年10月から1991年9月までの1年間、日曜夜9時台にも時代劇枠が存在していた（テレビ東京日曜9時連続ドラマを参照）。

## 放送作品
- 隠密・奥の細道
- 風雲!真田幸村
- 月影兵庫あばれ旅
- 付き馬屋おえん事件帳（第1シリーズ）
- あばれ八州御用旅（第1シリーズ）
- 江戸中町奉行所（第1シリーズ）
- 大江戸捜査網（平成第1シリーズ）
- あばれ八州御用旅（第2シリーズ）
- 大江戸捜査網（平成第2シリーズ）
- 江戸中町奉行所（第2シリーズ）
- あばれ八州御用旅（第3シリーズ）
- 喧嘩屋右近（第1シリーズ）
- 付き馬屋おえん事件帳（第2シリーズ）
- お助け同心が行く!
- 喧嘩屋右近]（第2シリーズ）
- あばれ八州御用旅（第4シリーズ）
- 喧嘩屋右近（第3シリーズ）

## ネット局
- テレビ東京（制作局）
- テレビ大阪
- テレビ愛知
- テレビせとうち
- テレビ北海道（「月影兵庫あばれ旅」から）※1989年10月開局から。
- TVQ九州放送（「あばれ八州御用旅」第2シリーズからであり、それ以前の作品に関しては既存4局でも放送されていない。）※1991年4月開局から。

| テレビ東京系 金曜21時枠 | テレビ東京系 金曜21時枠     | テレビ東京系 金曜21時枠         |
| 前番組                  | 番組名                      | 次番組                          |
| ----------------------- | --------------------------- | ------------------------------- |
| 熱闘!スポーツクイズ     | テレビ東京金曜夜9時枠時代劇 | タモリの音楽は世界だ! （第2期） |